# Spica-Klasse (1935)
Die Spica-Klasse war eine Klasse von Torpedobooten der Königlich Italienischen Marine. Die insgesamt 32 Einheiten wurden in mehreren Gruppen in leicht unterschiedlichen Ausführungen zwischen 1936 und 1938 in Dienst gestellt und kamen alle im Zweiten Weltkrieg zum Einsatz, 23 überstanden den Krieg nicht. Zwei Einheiten wurden 1940 an Schweden abgegeben.

## Geschichte

### Planung
Artikel 8 Absatz a des Flottenvertrags von 1930 gestattete, eine beliebige Anzahl von Überwasser-Kampfschiffen mit weniger als 600 ts (610 t) Typverdrängung zu bauen. Vor diesem Hintergrund begann das Konstruktionsamt der italienischen Marine 1932 mit den Projektarbeiten für eine Schiffsklasse innerhalb dieses vorgegebenen Werts.
Durch Reduzierung der Artillerie von vier auf drei 10-cm-Geschütze im endgültigen Entwurf sowie durch die Verwendung von 45,7-cm-Torpedorohren, nachdem diese seit Anfang der 1920er Jahre nicht mehr bei Neubauten zum Einsatz kamen, gelang es, das vorgegebene Verdrängungslimit nur um wenige Tonnen zu überschreiten.
Vorgesehen waren defensive (U-Jagd und Geleitsicherung) und offensive Aufgaben, so dass eine kombinierte Geschütz- und Torpedobewaffnung gewählt wurde. Im Ergebnis war der Typ der erste neue, nominell und qualitativ als echtes Torpedoboot einzuordnende Schiffsentwurf nach den Torpedobooten der 1 PN-Klasse aus dem Ersten Weltkrieg.
Als Parallelbau der französischen Marine, dem italienischen Hauptkonkurrenten im Mittelmeer, unter Nutzung der 600-ts-Klausel war die Melpomène-Klasse. Das Deutsche Reich nutzte die Klausel mit den Torpedobooten 1935.

### Bau
Mit dem Haushalt 1932 wurden die beiden Prototypen Spica und Astore bewilligt. Sie wurden am 24. Mai 1933 bei der Bacini e Scali Napoletani in Neapel auf Kiel gelegt. Der Stapellauf der Spica fand am 11. März, der der Astore am 22. April 1934 statt, die Indienststellung erfolgte am 30. Mai bzw. 16. Juni 1935.
Die folgenden Boote Centauro und Climene wurden im Jahr 1933 bewilligt und am 30. Mai und 25. Juli 1934 bei Cant. Nav. Riuniti, Ancona auf Kiel gelegt. Stapellauf war am 19. Februar und 7. Januar 1936, sie gingen am ab 16. Juni bzw. 24. April 1936 in Dienst. Dabei wurden die Hauptabmessungen und die Verdrängung des Typs leicht verändert, so dass die Modifizierung der Aufbauten und eine andere Zusammensetzung und Anordnung der Bewaffnung möglich wurde.
Die nächsten Boote Perseo und Sirio wurden am 12. November 1934 bei Cant. Nav. di Quarnaro, Fiume auf Kiel gelegt, Abmessungen, Verdrängung und Bunkervorrat unterschieden sich nur gering von ihren Vorgängern. Ebenso blieben die Bewaffnung und deren Aufstellung unverändert.
Der Bau weiterer zehn Boote wurde im Zusammenhang mit dem Abessinienkrieg bewilligt. Aldebaran, Altair, Andromeda und Antares baute die Genueser Werft Ansaldo (Sestri Ponente), Castore und Cigno baute Cant. Nav. in Riuniti. Canopo und Cassiopeia wurden an Cant. Nav. del Tirreno, Sagittario und Vega an die Cant. Nav. di Quarnaro vergeben. Gegenüber der vorherigen Gruppe änderten sich die technischen Daten nur minimal, sodass man sie als Nachbauten bezeichnen kann. Die Kiele wurden zwischen dem 2. Oktober 1935 und 11. März 1936 gelegt, die Stapelläufe folgten vom 14. Juni bis zum 22. November 1936. In Dienst gingen die Boote vom 8. Oktober 1936 bis 26. April 1937.
Mit dem Haushalt 1936 wurden neben zwölf Zerstörern 16 weitere Boote vom Spica-Typ bewilligt. Mit Kiellegung zwischen dem 29. Oktober 1936 bis 29. September 1937 wurden Alcione, Airone, Aretusa, Ariel, Clio, Circe, Calliope, Calipso bei Ansaldo, Libra, Lince, Lira, Lupo bei Cant. nav. del Quarnaro, Pallade, Partenope, Pleiadi und Polluce bei Bacini e Scali Napoletani gebaut.

## Dienstzeit
Die beiden Prototypbauten Spica und Astore wurden 1940 an Schweden verkauft und dort als Romulus-Klasse geführt. Sie wurden am 27. März bei der schwedischen Marine in Dienst gestellt und erst 1958 ausgemustert.
Die Boote bildeten folgende Divisionen:
- Airone, Alcione, Aretusa und Ariel: 1. Torpedoboot-Division in Tripolis
- Libra, Lince, Lira und Lupo: 8. Torpedoboot-Division in Neapel,
- Canopo und Cassiopea: 9. Torpedoboot-Division in Cagliari
- Perseo, Sagittario, Sirio und Vega: 10. Torpedoboot-Division in Neapel
- Castore, Centauro, Cigno, Climene: 11. Torpedoboot-Division in Syrakus
- Aldebaran, Altair, Andromeda und Antares: 12. Torpedoboot-Division in La Spezia
- Calipso, Calliope, Circe, Clio: 13. Torpedoboot-Division in La Spezia
- Pallade, Partenope, Pleiadi, Polluce: 14. Torpedoboot-Division in Syrakus.

Hauptaufgabe der Boote im Zweiten Weltkrieg war die Geleitsicherung. Hierbei konnten durch Boote der Klasse unter anderem mehrere U-Boote versenkt werden. Insgesamt gingen 22 Boote in italienischen Diensten verloren. Lira wurde nach der Selbstversenkung nach der Kapitulation Italiens durch die Wehrmacht gehoben und als TA 49 geführt, sank aber bereits vor Fertigstellung am 4. November 1944 bei einem Luftangriff.
Die noch vorhandenen sieben Einheiten blieben noch längere Zeit nach dem Krieg bei der italienischen Marine in Dienst. So gingen
Libra und Sagittario erst 1964 außer Dienst.

## Weiterentwicklungen
Die Ariete-Klasse stellte eine nach den Kriegserfahrungen modifizierte Wiederauflage des Spica-Entwurfs dar. Für die schwedische Marine wurden ab 1941 auf Grund der guten Erfahrungen mit den italienischen Ankäufen vier Torpedoboote im modifizierten Spica-Entwurf gebaut. Für die siamesische Marine baute die Werft C.R.D.A., Monfalcone neun Torpedoboote als verkleinerte Ausgabe der Spica-Klasse.

## Technische Beschreibung

### Rumpf und Antrieb
Der Rumpf der beiden Prototypen erreichte eine Länge von 80,35 Meter, eine Breite von 8,2 Meter und einen Tiefgang von 2,26 bzw. 2,82 Meter. Die Typverdrängung lag bei 630 ts, im Einsatz wurden 901 Tonnen verdrängt.
Die Climene und Centauro wiesen leicht andere Werte auf. Sie maßen 81,4 Meter in der Länge, 8,2 Meter in der Breite bei einem Tiefgang von 2,38 bzw. 3,01 Meter, sowie 652 ts Typ- und 1010 t Einsatzverdrängung.
Für den Antrieb sorgten zwei Yarrow-Kessel mit Überhitzern, die ihren Dampf auf zwei 9500-PSw-Tosi-Turbinen für zwei Wellen abgaben. So sollten maximal 34 kn erreicht werden. Bei Tests wurde die Konstruktionsgeschwindigkeit durch die Spica bei 730 Tonnen mit 37,5 Knoten noch übertroffen.
Die Spica-Gruppe erreichte mit 201 t Öl 1728 Seemeilen bei 16 Knoten bzw. 620 Seemeilen bei 30 Knoten.
Bei der Climene und Centauro wurde die Bunkerkapazität auf 221 t gesteigert, so lag der Fahrbereich bei 1960 sm bei 15 und 705 Seemeilen bei 30 Knoten. Der Ölvorrat der Perseo- und Aldebaran-Gruppe lag bei 207 Tonnen für 1892 sm bei 15 kn bzw. 683 sm bei 30 kn. Die Alcione-Gruppe führte 215 t Öl mit. Die Antriebsanlage blieb bei allen Booten die gleiche.

### Bewaffnung
Ursprüngliche Hauptbewaffnung des Entwurfs waren drei handbediente 10-cm-L/47-SK-Geschütze M1931 von O.T.O., die mit lediglich 45° Rohrerhöhung nur zum Seezielbeschuss geeignet waren. Die Lafette wurde, nachdem das Modell 1937 mit 60° Rohrerhöhung zur Verfügung stand, auf den bereits vorhandenen Booten durch diese ersetzt, neue wurden bereits mit dieser fertiggestellt. Immer waren zwei Geschütze achtern angeordnet, wobei das zweite gegenüber dem anderen überhöht aufgestellt war, das dritte Geschütz stand auf der Back vor der Brücke.
Hinzu kamen zwei 4-cm-Doppelflak-Geschütze (L/39) auf Plattformen hinter dem Schornstein (2 × 2-4-cm), zwei 13,2-mm-Doppel-MG sowie zwei Wasserbombenwerfer. Die Boote der Perseo/Climene-Gruppe erhielten unter Verzicht auf die beiden 4-cm-Geschütze vier 13,2-mm-MG, die Ende 1939 durch 2-cm-L/65-Flak-MGs ersetzt wurden, sie hielten also insgesamt zehn 13,2-mm-Rohre vor. Die weiteren Boote fuhren mit acht 13,2-mm-MGs.
Auf den Einheiten waren vier Torpedorohre in unterschiedlicher Aufstellung und Kombination von Einzel- und Doppelrohren installiert. Spica und Astore fuhren zum Beispiel mit einem Doppelsatz in der Mittschiffslinie sowie zwei einfache Torpedorohre jeweils seitlich auf backbord und steuerbord.